# Championnat d'Angleterre de rugby à XV 2011-2012
Navigation
Aviva Premiership 2010-2011 Aviva Premiership 2012-2013
Le championnat d'Angleterre de rugby à XV 2011-2012, qui porte le nom Aviva Premiership de son sponsor du moment, oppose les douze meilleures équipes anglaises de rugby à XV. 
Le championnat débute le 3 septembre 2011 pour s'achever par une finale prévue le 26 mai 2012 au stade de Twickenham. Une première phase de classement voit s'affronter toutes les équipes en matchs aller et retour. À la fin de cette phase régulière, les quatre premières équipes sont qualifiées pour les demi-finales et la dernière du classement est rétrogradée en RFU Championship. La saison se termine sur une phase de playoff avec des demi-finales et une finale pour l'attribution du titre. Cette saison, les Worcester Warriors font leur retour au sein de l'élite grâce à leur victoire en finale contre les Cornish Pirates et remplacent le club de Leeds Carnegie qui a été relégué en RFU Championship.
Classés derniers de la phase régulière, les Newcastle Falcons doivent être relégués en seconde division, mais ils gardent temporairement leur place dans l'élite puisque la Fédération anglaise (RFU) juge que les stades des deux clubs disputant la finale d'accession au Premiership, les London Welsh et les Cornish Pirates, ne sont pas adaptés à la première division et ne les homologue pas. De ce fait, le vainqueur de la finale ne peut pas intégrer l'élite. Pourtant, les London Welsh, vainqueurs RFU Championship, font appel de la décision de la RFU et obtiennent finalement gain de cause ainsi que leur ticket en première division. Les Harlequins remportent leur premier titre de champions d'Angleterre en battant en finale les Leicester Tigers sur le score de 30 à 23.

## Liste des équipes en compétition
| - Bath Rugby - Exeter Chiefs - Gloucester Rugby - Harlequins | - Leicester Tigers - London Irish - London Wasps - Newcastle Falcons | - Northampton Saints - Sale Sharks - Saracens - Worcester Warriors |

| Bath Exeter Gloucester Harlequins Leicester London · Irish Wasps Newcastle Northampton Sale Saracens Worcester |

## Résumé des résultats

### Classement de la phase régulière
| Rang | Club                   | J  | V  | N | D  | Bo | Bd | Pm  | Pe  | Diff | Pts |
| ---- | ---------------------- | -- | -- | - | -- | -- | -- | --- | --- | ---- | --- |
| 1    | Harlequins             | 22 | 17 | 1 | 4  | 4  | 1  | 526 | 389 | +137 | 75  |
| 2    | Leicester Tigers       | 22 | 15 | 1 | 6  | 9  | 3  | 647 | 475 | +172 | 74  |
| 3    | Saracens (T)           | 22 | 16 | 1 | 5  | 3  | 4  | 489 | 350 | +139 | 73  |
| 4    | Northampton Saints     | 22 | 14 | 0 | 8  | 5  | 4  | 539 | 374 | +165 | 65  |
| 5    | Exeter Chiefs          | 22 | 12 | 0 | 10 | 3  | 8  | 436 | 421 | +15  | 59  |
| 6    | Sale Sharks            | 22 | 10 | 0 | 12 | 2  | 7  | 453 | 538 | -85  | 49  |
| 7    | London Irish           | 22 | 8  | 1 | 13 | 3  | 9  | 514 | 516 | -2   | 46  |
| 8    | Bath Rugby             | 22 | 9  | 0 | 13 | 2  | 6  | 365 | 412 | -47  | 44  |
| 9    | Gloucester Rugby       | 22 | 8  | 1 | 13 | 1  | 9  | 456 | 507 | -51  | 44  |
| 10   | Worcester Warriors (P) | 22 | 7  | 1 | 14 | 0  | 6  | 322 | 448 | -126 | 36  |
| 11   | Wasps RFC              | 22 | 6  | 0 | 16 | 1  | 8  | 363 | 502 | -139 | 33  |
| 12   | Newcastle Falcons      | 22 | 6  | 2 | 14 | 0  | 4  | 351 | 529 | -178 | 32  |

|  | Qualifiés pour la phase finale et la coupe d'Europe 2012-13 (no 1, no 2, no 3, no 4). |
|  | Qualifié pour la coupe d'Europe 2012-13 (no 5, no 6).                                 |
|  | Relégué en RFU Championship pour la saison 2012-2013 (no 12).                         |
|  | T : tenant du titre 2011 • P : promu 2011                                             |

Attribution des points : victoire sur tapis vert : 5, victoire : 4, match nul : 2, défaite : 0, forfait : -2 ; plus les bonus (offensif : 4 essais marqués ; défensif : défaite par 7 points d'écart maximum).
Règles de classement : 1. Nombre de victoires ; 2.différence de points ; 3. nombre de points marqués ; 4. points marqués dans les matchs entre équipes concernées ; 5. Nombre de victoires en excluant la 1re journée, puis la 2e journée, et ainsi de suite.

### Phase finale
Les quatre premiers de la phase régulière sont qualifiés pour les demi-finales. L'équipe classée première affronte à domicile celle classée quatrième alors que la seconde reçoit la troisième.
|  | Demi-finales                                   | Demi-finales                     |                |    | Finale                                      | Finale                                      |
|  | Demi-finales                                   | Demi-finales                     |                |    | Finale                                      | Finale                                      |
|  |                                                |                                  |                |    |                                             |                                             |
|  | 12 mai 2012 au Stoop, Twickenham               | 12 mai 2012 au Stoop, Twickenham |                |    | 26 mai 2012 au stade de Twickenham, Londres | 26 mai 2012 au stade de Twickenham, Londres |
|  | 12 mai 2012 au Stoop, Twickenham               | 12 mai 2012 au Stoop, Twickenham |                |    | 26 mai 2012 au stade de Twickenham, Londres | 26 mai 2012 au stade de Twickenham, Londres |
|  | [1] Harlequins                                 | 25                               |                |    | 26 mai 2012 au stade de Twickenham, Londres | 26 mai 2012 au stade de Twickenham, Londres |
|  | [1] Harlequins                                 | 25                               |                |    | 26 mai 2012 au stade de Twickenham, Londres | 26 mai 2012 au stade de Twickenham, Londres |
|  | [4] Northampton Saints                         | 23                               |                |    | 26 mai 2012 au stade de Twickenham, Londres | 26 mai 2012 au stade de Twickenham, Londres |
|  | [4] Northampton Saints                         | 23                               | [1] Harlequins | 30 |                                             |                                             |
|  | 12 mai 2012 au Welford Road Stadium, Leicester |                                  | [1] Harlequins | 30 |                                             |                                             |
|  |                                                | [2] Leicester Tigers             | 23             |    |                                             |                                             |
|  | [2] Leicester Tigers                           | [2] Leicester Tigers             | 23             | 24 |                                             |                                             |
|  | [2] Leicester Tigers                           |                                  |                | 24 |                                             |                                             |
|  | [3] Saracens                                   | 15                               |                |    |                                             |                                             |
|  | [3] Saracens                                   | 15                               |                |    |                                             |                                             |

## Résultats détaillés

### Phase régulière

#### Tableau synthétique des résultats
L'équipe qui reçoit est indiquée dans la colonne de gauche.
| Clubs              | BAT   | EXE   | GLO   | HAR   | LEI   | LOI   | LOW   | NEW   | NOR   | SAL   | SAR   | WOR   |
| ------------------ | ----- | ----- | ----- | ----- | ----- | ----- | ----- | ----- | ----- | ----- | ----- | ----- |
| Bath Rugby         |       | 23-19 | 11-14 | 13-26 | 26-25 | 30-3  | 17-12 | 30-24 | 6-26  | 13-16 | 26-28 | 36-17 |
| Exeter Chiefs      | 9-12  |       | 19-24 | 9-11  | 19-11 | 18-11 | 21-11 | 32-15 | 15-18 | 37-12 | 13-17 | 15-9  |
| Gloucester Rugby   | 23-6  | 27-28 |       | 29-23 | 14-19 | 33-30 | 39-10 | 20-29 | 27-24 | 19-24 | 17-19 | 29-8  |
| Harlequins         | 14-6  | 19-13 | 42-6  |       | 33-43 | 30-23 | 33-17 | 39-8  | 26-13 | 48-41 | 11-19 | 16-14 |
| Leicester Tigers   | 28-3  | 28-30 | 36-3  | 18-27 |       | 24-24 | 29-11 | 42-15 | 30-25 | 28-23 | 25-50 | 43-13 |
| London Irish       | 12-13 | 29-22 | 52-18 | 24-29 | 32-41 |       | 21-17 | 46-29 | 23-30 | 21-19 | 19-28 | 42-24 |
| London Wasps       | 27-24 | 12-15 | 26-24 | 16-22 | 35-29 | 18-13 |       | 10-14 | 13-24 | 18-29 | 17-22 | 0-6   |
| Newcastle Falcons  | 9-22  | 10-16 | 26-25 | 9-9   | 26-27 | 19-10 | 15-10 |       | 14-32 | 22-19 | 3-9   | 16-16 |
| Northampton Saints | 22-13 | 33-3  | 26-24 | 24-3  | 21-35 | 13-14 | 32-15 | 44-15 |       | 24-17 | 30-8  | 42-14 |
| Sale Sharks        | 16-9  | 23-30 | 13-11 | 10-24 | 13-34 | 30-29 | 46-34 | 27-19 | 29-21 |       | 9-45  | 15-12 |
| Saracens           | 26-19 | 40-22 | 15-15 | 19-24 | 19-20 | 15-11 | 15-20 | 25-5  | 18-12 | 23-10 |       | 18-6  |
| Worcester Warriors | 16-7  | 26-31 | 21-15 | 15-17 | 13-32 | 6-18  | 12-14 | 19-9  | 12-3  | 17-12 | 16-11 |       |

|  | Victoire à domicile |  | Match nul |  | Défaite à domicile |

#### Détail des résultats
Les points marqués par chaque équipe sont inscrits dans les colonnes centrales (3-4) alors que les essais marqués sont donnés dans les colonnes latérales (1-6). Les points de bonus sont symbolisés par une bordure bleue pour les bonus offensifs (quatre essais ou plus marqués), orange pour les bonus défensifs (défaite avec au plus sept points d'écart), rouge si les deux bonus sont cumulés. 

### Phase finale

#### Demi-finales
| 12 mai 2012 14 h 45 WET | Harlequins                                                                                                  | 25 – 23 (9 – 12) | Northampton Saints                                                                                             | The Stoop, Twickenham 12 192 spectateurs Arbitre : Andrew Small |
| 12 mai 2012 14 h 45 WET | Essai(s) : Marler (76e) Transformation(s) : Evans (77e) Pénalité(s) : Evans 6 (2e, 18e, 33e, 47e, 54e, 71e) |                  | Essai(s) : Dickson (65e) Pénalité(s) : Lamb 6 (10e, 16e, 20e, 36e, 56e, 60e) Carton(s) jaune(s) : Wilson (32e) | The Stoop, Twickenham 12 192 spectateurs Arbitre : Andrew Small |
| 12 mai 2012 14 h 45 WET | |                  | | The Stoop, Twickenham 12 192 spectateurs Arbitre : Andrew Small |

| 12 mai 2012 17 h 30 WET | Leicester Tigers                                                                                                 | 24 – 15 (13 – 12) | Saracens                                         | Welford Road Stadium, Leicester 20 173 spectateurs Arbitre : Dave Pearson |
| 12 mai 2012 17 h 30 WET | Essai(s) : A. Tuilagi (21e), Mafi (48e) Transformation(s) : Ford (22e) Pénalité(s) : Ford 4 (10e, 37e, 51e, 74e) |                   | Pénalité(s) : Farrell 5 (6e, 19e, 28e, 34e, 57e) | Welford Road Stadium, Leicester 20 173 spectateurs Arbitre : Dave Pearson |
| 12 mai 2012 17 h 30 WET | |                   |                                                  | Welford Road Stadium, Leicester 20 173 spectateurs Arbitre : Dave Pearson |

#### Finale
| 26 mai 2012 15 h 00 WET | Harlequins | 30 – 23 (14 – 13) | Leicester Tigers | Stade de Twickenham, Londres 81 779 spectateurs Arbitre : Wayne Barnes |
| 26 mai 2012 15 h 00 WET | Essai(s) : Williams (9e), Robshaw (56e) Transformation(s) : Evans (57e) Pénalité(s) : Evans 6 (2e, 22e, 38e, 44e, 47e, 65e) |                   | Essai(s) : Mafi (30e), Allen (66e) Transformation(s) : Ford 2 (31e, 66e) Pénalité(s) : Ford 3 (14e, 27e, 69e) Carton(s) jaune(s) : Waldrom (38e) | Stade de Twickenham, Londres 81 779 spectateurs Arbitre : Wayne Barnes |
| 26 mai 2012 15 h 00 WET | |                   | | Stade de Twickenham, Londres 81 779 spectateurs Arbitre : Wayne Barnes |

## Statistiques

### Meilleurs réalisateurs
| Rang | Joueur         | Club               | Points | Essais | Transf. | Pén. | Drops |
| ---- | -------------- | ------------------ | ------ | ------ | ------- | ---- | ----- |
| 1    | Tom Homer      | London Irish       | 278    | 5      | 29      | 65   | 0     |
| 2    | Nick Evans     | Harlequins         | 266    | 1      | 39      | 61   | 0     |
| 3    | Nick Macleod   | Sale Sharks        | 231    | 0      | 27      | 54   | 4     |
| 4    | Jimmy Gopperth | Newcastle Falcons  | 221    | 0      | 19      | 59   | 2     |
| 5    | Ignacio Mieres | Exeter Chiefs      | 211    | 1      | 19      | 55   | 1     |
| 6    | Toby Flood     | Leicester Tigers   | 199    | 6      | 29      | 37   | 0     |
| 7    | Owen Farrell   | Saracens           | 195    | 2      | 13      | 53   | 0     |
| 8    | Freddie Burns  | Gloucester Rugby   | 193    | 2      | 21      | 46   | 1     |
| 9    | Ryan Lamb      | Northampton Saints | 184    | 0      | 20      | 44   | 4     |
| 10   | Nicky Robinson | London Wasps       | 162    | 0      | 15      | 43   | 1     |

### Meilleurs marqueurs
| Rang | Joueur           | Club               | Essais |
| ---- | ---------------- | ------------------ | ------ |
| 1    | Rob Miller       | Sale Sharks        | 10     |
| 2    | Christian Wade   | London Wasps       | 9      |
| 3    | Alesana Tuilagi  | Leicester Tigers   | 8      |
| 4    | Miles Benjamin   | Worcester Warriors | 7      |
| -    | Mike Brown       | Harlequins         | 7      |
| -    | Charlie Sharples | Gloucester Rugby   | 7      |
| 7    | Horacio Agulla   | Leicester Tigers   | 6      |
| -    | Chris Ashton     | Northampton Saints | 6      |
| -    | Richard Baxter   | Exeter Chiefs      | 6      |
| -    | Toby Flood       | Leicester Tigers   | 6      |